# Locomotora Copiapó
La Copiapó es una locomotora de vapor tipo American, que fue la primera que circuló en Chile, cubriendo el tramo entre las ciudades de Caldera y Copiapó para el ferrocarril Caldera-Copiapó, entre julio de 1851 y 1858. Es la locomotora más antigua todavía existente en América del Sur.

## Historia
La locomotora Copiapó, una máquina 4-4-0, fue construida por Norris Brothers en Filadelfia en octubre de 1850 y embarcada a Chile en 1851. A partir del 1 de enero de 1852 la Copiapó realizó un viaje diario: salía a las 9:00 de Copiapó y llegaba a las 13:00 a Caldera, saliendo nuevamente de regreso a Copiapó a las 15:00. El pasaje costaba en primera clase 4 pesos y 2 reales y en segunda clase 2 reales. La carga se pagaba a 4 reales por quintal. En su vida operacional de 7 años recorrió unos 118 000 km. La razón de su corta vida en servicio fue la salinidad del agua y el cambio de su combustible, de madera por carbón.
En 1875 participó en la Exposición Internacional de Santiago, organizada en la Quinta Normal. Durante décadas, la locomotora se exhibió en los patios de la Escuela de Artes y Oficios (luego Universidad Técnica del Estado y Universidad de Santiago de Chile), cubierta por una enredadera o planta trepadora. En 1901 viajó a los Estados Unidos, donde estuvo en el pabellón de Maquinaria y Transporte de la Exposición Panamericana de Búfalo.
En 1929, tras una reparación y modernización, operó por última vez ante los delegados del Tercer Congreso Sudamericano de Ferrocarriles, que se celebró en Santiago. Solo en 1945 volvió a la ciudad de Copiapó, donde al día de hoy es exhibida al público en la Universidad de Atacama. Por medio del Decreto N.º 4543 del 27 de mayo de 1952 fue declarada Monumento Histórico Nacional.
El 30 de diciembre de 2023 la locomotora sufrió daños producto de la caída de un árbol debido a los fuertes vientos registrados en Copiapó; tras el incidente, el personal de servicios generales de la universidad confirmó que no había personas lesionadas y, en coordinación con Senapred, cerraron el área afectada por el resto del día como medida de precaución, debido a la continuación de los vientos fuertes. Al día siguiente concurrió al lugar el secretario regional ministerial de Cultura y la dirección regional del Servicio Nacional del Patrimonio Cultural para coordinar las acciones de reparación de la locomotora. El rector de la Universidad de Atacama, Forlín Aguilera Olivares, expresó el compromiso de la universidad en seguir las normativas necesarias para la pronta restauración de este símbolo histórico regional y nacional.

## Comparación con otra locomotora Norris

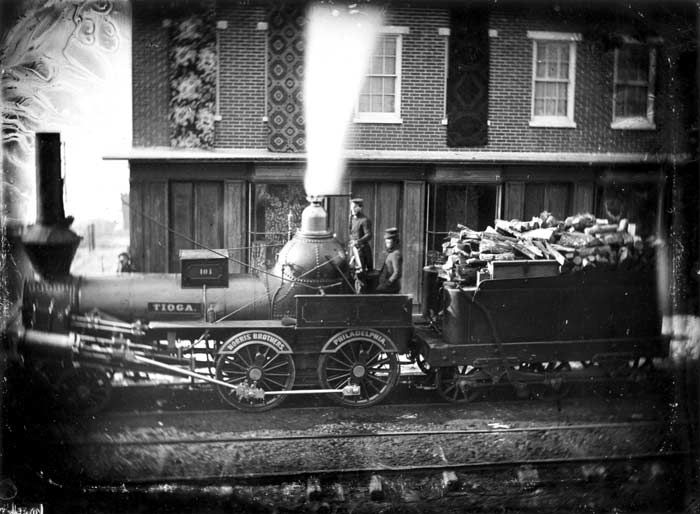
Locomotora Tioga, construida por Norris en 1848.

Podemos aproximarnos al aspecto inicial de la locomotora Copiapó, en 1850-1851, analizando otras máquinas también construidas por Norris en años cercanos. Una vista al daguerrotipo de la locomotora Tioga, de 1848, nos muestra una máquina casi gemela a la Copiapó, con pequeñas variaciones (chimenea diferente y ruedas motoras más separadas). Esa máquina circuló en la línea de la compañía Philadelphia & Columbia Railroad. Como vemos, el maquinista y el fogonero trabajaban al aire libre, sin una cabina de protección.
La locomotora Tioga tuvo el número de fabricación 404 rotulado en el arenero, sobre la caldera, tal como aparece en la vista al daguerrotipo. En el caso de la locomotora Copiapó su número de fábrica fue el 465, también de Norris.

## Galería

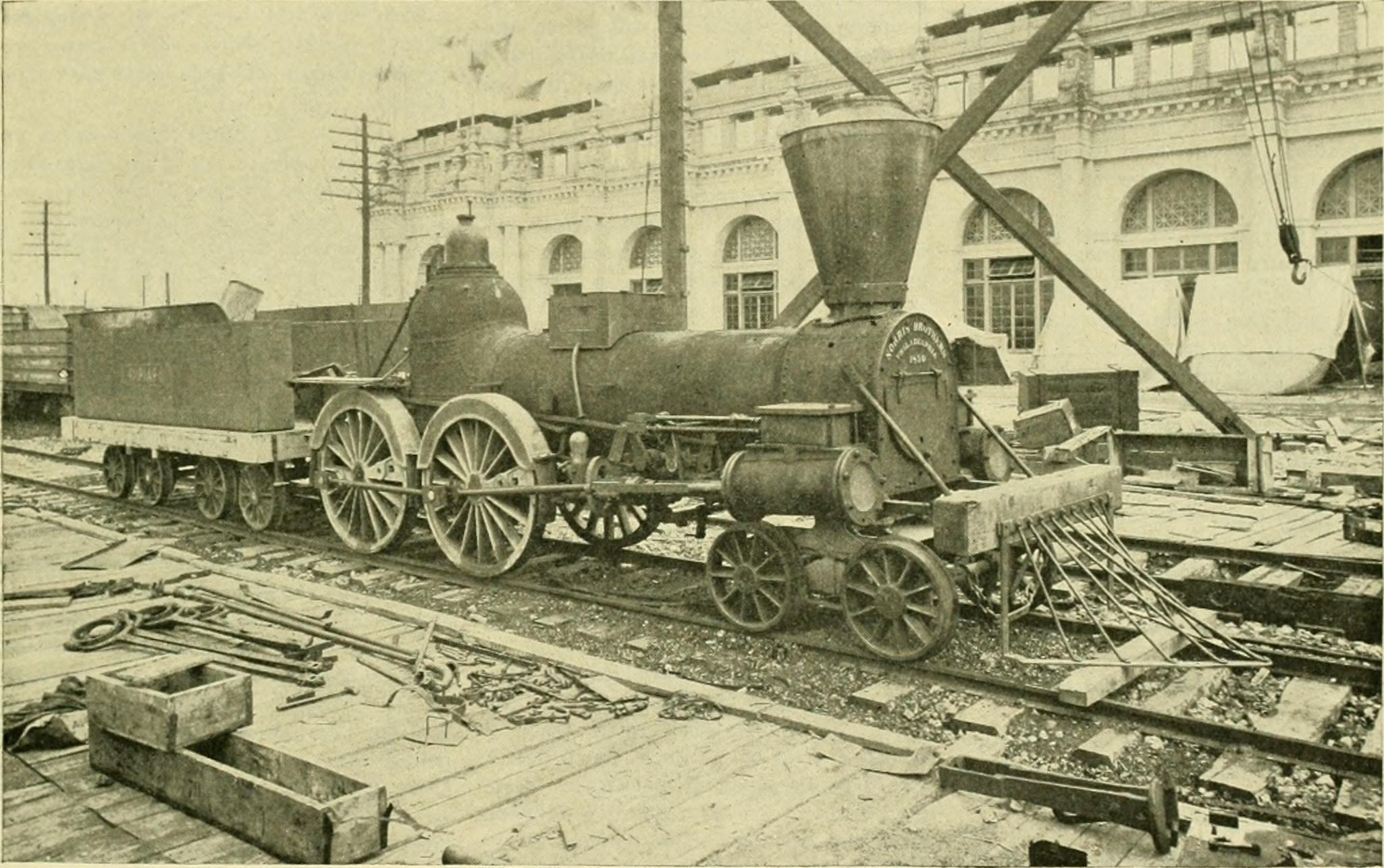
La locomotora en 1901, antes de la inauguración de la Exposición Panamericana de Búfalo.
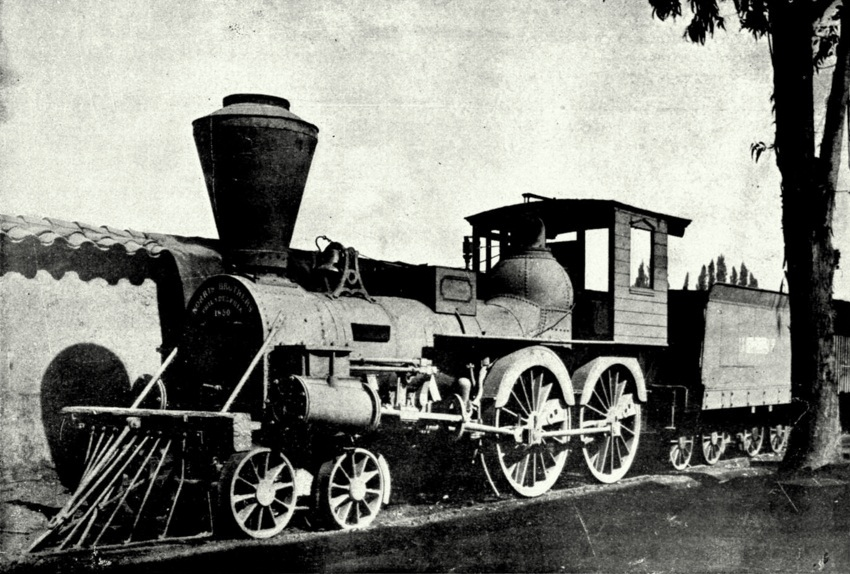
La locomotora en 1902 o 1903, con cabina de madera.
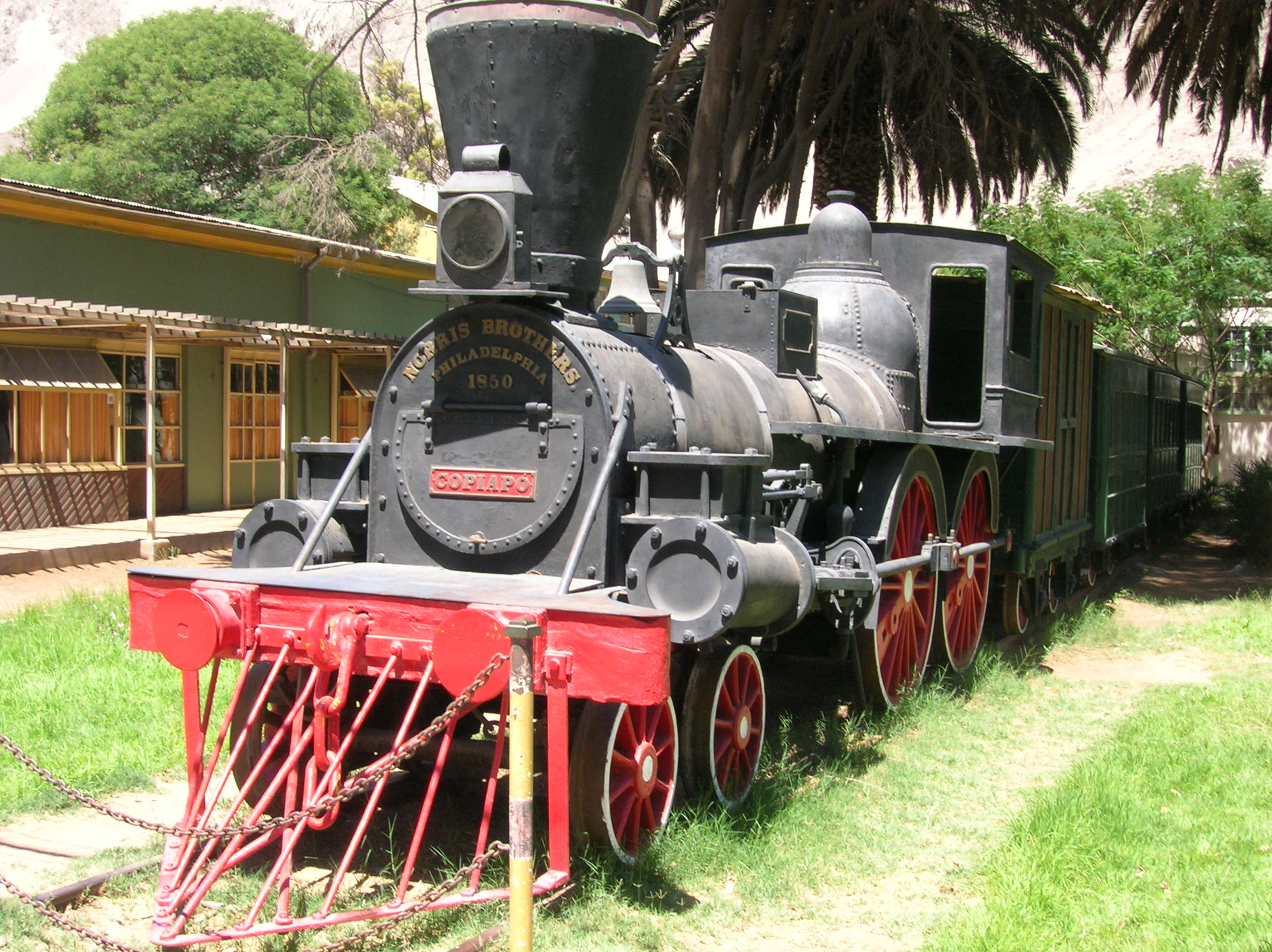
Actualmente en exhibición en Copiapó. La cabina metálica fue añadida en 1929.